# Ozymandias (soneto de Shelley)

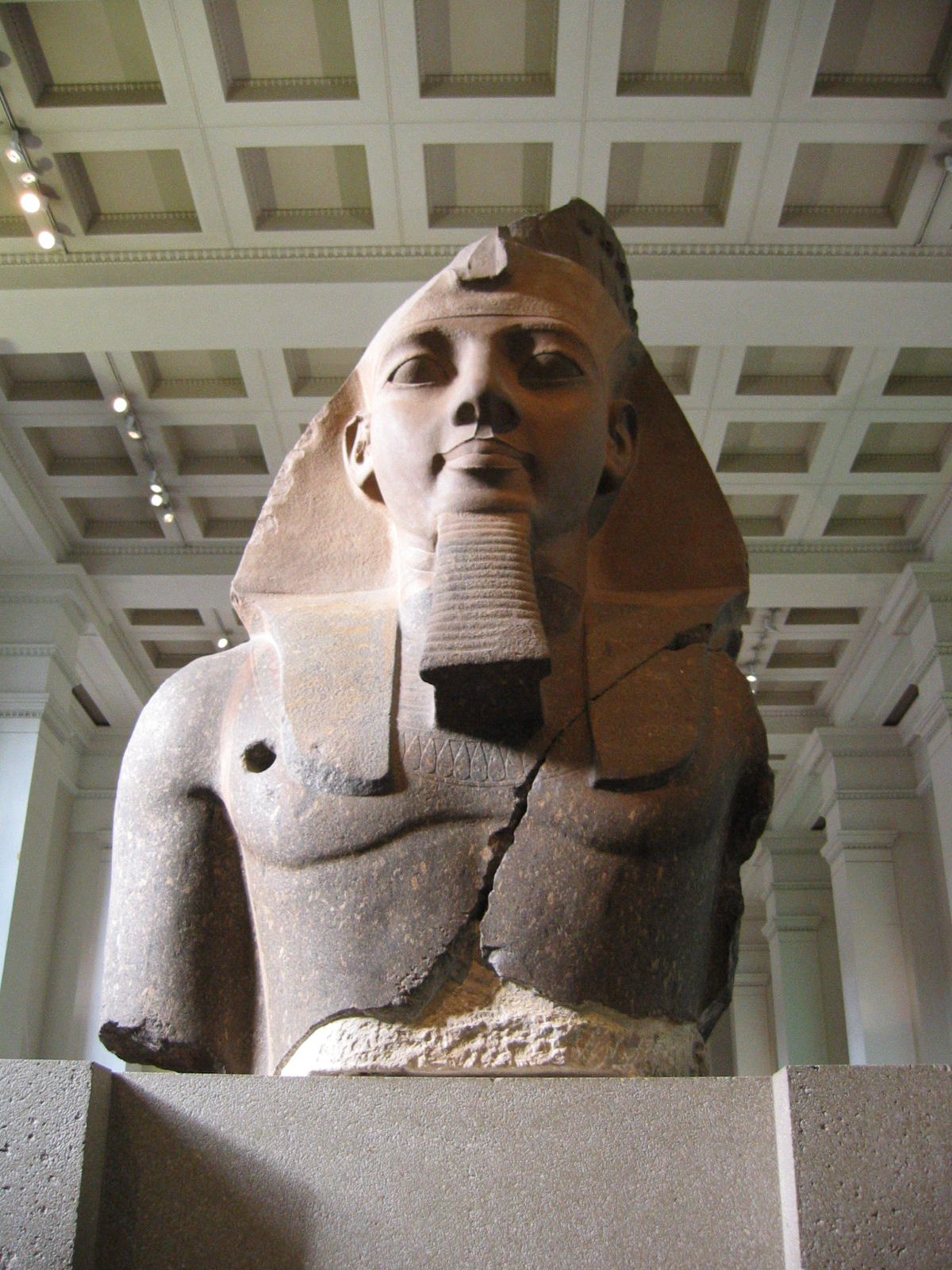
Escultura de Ramessés II que inspirou o poema de Shelley, exposta no Museu Britânico

"Ozymandias" é um conhecido soneto de Percy Bysshe Shelley, publicado em 1818. Provavelmente o poema mais famoso de Shelley, foi escrito para competir com um amigo, Horace Smith, que escreveu outro soneto intitulado "Ozymandias".
Além do poder de seus temas e imagens, o poema é conhecido por virtuosa dicção. O esquema de rimas é incomum e cria um efeito sinuoso e entrelaçado.

## Análise
"Ozymandias" foi escrito em dezembro de 1817 e publicado no The Examiner de 11 de janeiro de 1818 e  republicado em  Rosalind and Helen volume de 1819.

## Temas
Shelley utiliza a imagem de uma estátua de Ozymandias (apelido grego do faraó Ramessés II) para descrever temas como a arrogância, a transitoriedade do poder, a permanência da arte e a relação entre artista e sua obra.

## Texto Original
I met a traveller from an antique land

Who said:—Two vast and trunkless legs of stone

Stand in the desert. Near them on the sand,

Half sunk, a shatter'd visage lies, whose frown

And wrinkled lip and sneer of cold command

Tell that its sculptor well those passions read

Which yet survive, stamp'd on these lifeless things,

The hand that mock'd them and the heart that fed.

And on the pedestal these words appear:

"My name is Ozymandias, king of kings:

Look on my works, ye mighty, and despair!"

Nothing beside remains: round the decay

Of that colossal wreck, boundless and bare,

The lone and level sands stretch far away.

## Tradução
Encontrei um viajante vindo de uma antiga terra

Que me disse: — Duas imensas e destroncadas pernas de pedra

Erguem-se no deserto. Perto delas, sobre a areia

Meio enterrado, jaz um rosto despedaçado, cuja carranca

Com lábio enrugado e sorriso de frio comando

Dizem que seu escultor soube ler bem suas paixões

Que ainda sobrevivem, estampadas nessas coisas inertes,

A mão que os escarneceu e o coração que os alimentou

E no pedestal aparecem estas palavras:

"Meu nome é Ozymandias, rei dos reis:

Contemplai as minhas obras, ó poderosos e desesperai-vos!"

Nada mais resta: em redor a decadência

Daquele destroço colossal, sem limite e vazio

As areias solitárias e planas se espalham para longe.